# 시그마 세븐e
주식회사 시그마 세븐e는 일본의 연예기획사이다. 모회사 시그마 세븐에서 2009년 10월 1일 설립하였다.
매니지먼트 업무를 철수한 Doa 프로덕션 소속이었던 성우 대부분과, 제2회 시그마 세븐 공개 오디션 이후 합격한 성우들이 소속되어 있다.

## 소속 연기자

### 남자
- 나카무라 유이치
- 나고시 타케루
- 나구모 다이스케
- 무라스기 아키히코
- 스즈키 타쿠로
- 아카이시 타카시
- 야마모토 쇼타
- 오오노 타카후미
- 와카스기 토오루
- 와타나베 유우키
- 이노츠메 이쿠토
- 치바 쇼야
- 카네마루 켄타
- 타마루 아츠시
- 타카기 타츠야
- 토쿠라 신고

### 여자
- 니시 아스카
- 닛타 미우
- 마리무라 카오루
- 모리 유코
- 모리나가 치토세
- 미사키 마리
- 세토 아사미
- 스즈모리 사이카
- 아시자와 아키코
- 야마자키 리사
- 야스다 아즈미
- 오구라 유이
- 오니츠카 아야코
- 오오바 아야카
- 와타베 사유미
- 요시다 유리
- 요시모토 레이카
- 유키 마리
- 이마이 키미카
- 이시즈카 치카
- 이시하라 카오리
- 이케모토 마유미
- 카토 미유키
- 코타니 나오코
- 쿠도 하루카
- 쿠즈노 유미코
- 타카타 미호
- 타케오 아유미
- 토우기 미쿠루
- 호소야 미유
- 후지이 사야카
- 후쿠시마 란제
- 히노 마리
- 히라구치 마유코

## 같이 보기
- 시그마 세븐